# Каламбай, Отепа
Пол-Мохаммед Отепа Каламбай (фр. Paul-Mohamed Kalambay Otepa; 12 ноября 1948, Леопольдвиль, Бельгийское Конго — 12 ноября 2024, Киншаса) — заирский футболист, вратарь.

## Биография
В 1974 году играл за заирский клуб «ТП Мазембе» из города Лубумбаши.
Выступал за национальную сборную Заира. В квалификации на чемпионат мира 1974 Каламбай провёл 1 матч. В 1974 году главный тренер Заира Благоя Видинич вызвал Отепу на чемпионат мира, который проходил в ФРГ и стал первым мундиалем для Заира в истории. Каламбай был третьим вратарём в команде после Мвамба Казади и Ндемби Тубиланду. Отепа был заявлен под 22 номером. В своей группе команда заняла последнее 4 место, уступив Шотландии, Бразилии и Югославии. Каламбай на турнире остался на скамейке запасных и не сыграл ни одного матча.
Всего за сборную Заира провёл 1 матч.
Умер в Киншасе 12 ноября 2024 года после продолжительной болезни, в день своего 76-летия.